# Mauves-sur-Loire
Mauves-sur-Loire (bretonsko Malvid) je naselje in občina v francoskem departmaju Loire-Atlantique regije Loire. Leta 2012 je naselje imelo 3.106 prebivalcev.

## Geografija
Kraj leži v pokrajini Bretaniji na desnem bregu reke Loare, 15 km severovzhodno od Nantesa.

## Uprava
Občina Mauves-sur-Loire skupaj s sosednjimi občinami Carquefou, Sainte-Luce-sur-Loire in Thouaré-sur-Loire sestavlja kanton Carquefou; slednji se nahaja v okrožju Nantes.

## Zanimivosti
- ostanki rimskega gledališča,
- vila Beaulieu iz leta 1826, francoski zgodovinski spomenik od leta 1997,
- graščina Château de la Droitière,
- cerkev sv. Denisa,
- vodnjak Saint-Denis, zgodovinski spomenik od leta 2012,

## Pobratena mesta
- Hythe and Dibden (Anglija, Združeno kraljestvo);